# Gorgonocephalus arcticus
Gorgonocephalus arcticus är en ormstjärneart som beskrevs av Leach 1819. Gorgonocephalus arcticus ingår i släktet Gorgonocephalus och familjen medusahuvuden. Inga underarter finns listade i Catalogue of Life.

## Bildgalleri

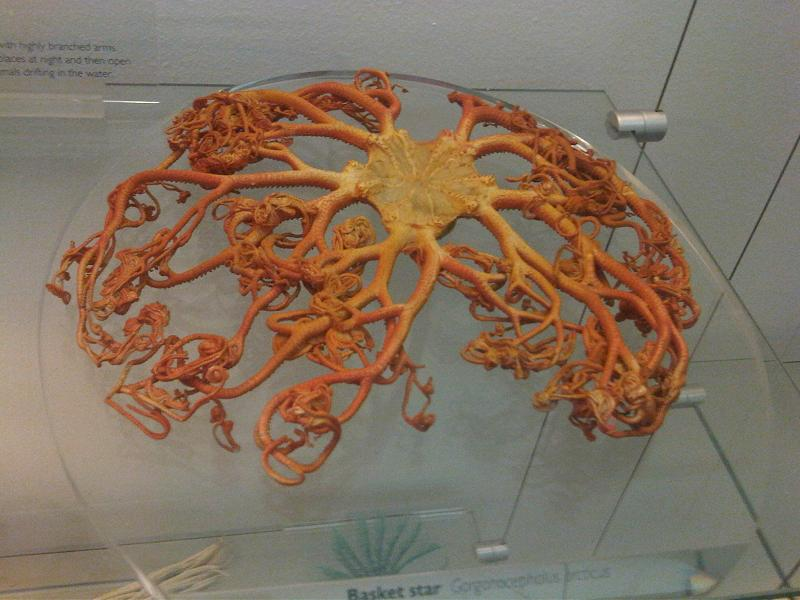
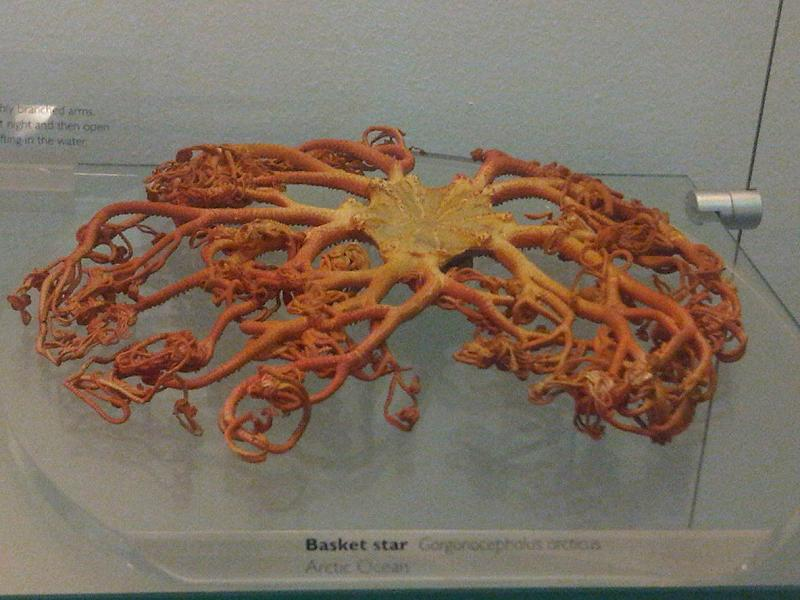